# Alfred Gutknecht
Heinrich Theodor Alfred Gutknecht (* 20. Juni 1888 in Badingen bei Stendal; † 12. November 1946 in Bringhausen, Nordhessen) war ein deutscher Generalmajor im Zweiten Weltkrieg.

## Leben
Gutknecht trat nach dem Abschluss seiner schulischen Ausbildung am 19. März 1908 ins 3. Lothringische Infanterie-Regiment Nr. 135 ein. Eine Abordnung für ein Seminar für orientalische Sprachen erfolgte vom 15. Oktober 1913 bis zum 15. März 1914. Am 24. April 1914 fand die Abreise nach Deutsch-Ostafrika statt. Ab 19. Mai 1914 diente Gutknecht als Zugführer in der 10. Feld-Kompanie der dortigen Schutztruppe. Die Versetzung als Zugführer zur 5. Feld-Kompanie fand am 22. Juni 1916 statt. Am 28. November 1917 geriet er in britische Kriegsgefangenschaft, aus der er am 21. November 1919 entlassen wurde.
Am 9. Januar 1920 trat er in die Polizei ein. Er diente zuletzt als Abteilungsleiter bei der Polizei in Düsseldorf. Am 16. März 1936 erfolgte der Übertritt als Oberstleutnant zum Heer. Er diente zuerst beim Stab der 26. Infanterie-Division. Gutknecht wurde am 1. April 1936 zum Oberst befördert und am 1. Mai 1936 zur 1. Panzer-Division versetzt. Versetzung zum I. Korps am 6. Oktober 1936. Ab 22. September ....? diente er im Stab der 3. Armee und vom 3. Oktober 1939 bis zum 5. März 1940 im Stab des Grenzabschnittskommandos Nord. Anschließend durchlief er verschiedene Verwendungen als Höherer Offizier des Kraftfahrwesens. Am 1. Juli 1942 wurde Gutknecht zum Generalmajor befördert, und ab dem 20. September 1942 war er Höherer Kommandeur der Kraftfahrtruppen West in Frankreich.
Am 29. August 1944 geriet er zwischen Reims und Soissons in US-Gefangenschaft. Er war vom 5. September bis zum 25. Oktober im Gefangenenlager Trent Park in England, woraufhin er zusammen mit drei anderen deutschen Generälen nach den Vereinigten Staaten gebracht wurde. Während seiner Gefangenschaft im Camp Clinton (Hinds County, Mississippi) musste er Anfang 1945 in einem psychiatrischen Krankenhaus in Okmulgee, Oklahoma behandelt werden, da er Symptome einer psychotischen Erkrankung zeigte. Einzelheiten über seine Repatriierung sind unklar.
Über die letzten Monate des Lebens von Gutknecht ist nur wenig bekannt. Fest steht, dass er den Krieg überlebte und sich im April 1946 in Deutschland befand, wo ihn die West-Alliierten unter Beobachtung stellten. Da Gutknecht als Polizei-Offizier in den 1920er Jahren gedient hatte, hielten die Besatzungsbehörden eine Teilnahme Gutknechts in einer geheimen Organisation von ehemaligen nationalsozialistischen Offizieren für wahrscheinlich. Zuletzt lebte er in Bringhausen im Nordhessen. Dort verübte er in der Nacht vom 12. auf den 13. November 1946 Suizid.

## Bewertung
Das CSDIC (UK) hielt Gutknecht für einen Patrioten ohne ausgeprägte politische Meinung, der aber zumindest die Hoffnungslosigkeit der militärischen Lage erkannt habe und ein Ende des sinnlosen Blutvergießens herbeisehnte.